# Monte Sabine
Il Monte Sabine (in lingua inglese: Mount Sabine) è una prominente montagna antartica,  alta 3.720 m e relativamente priva di neve, situata tra le testate del Ghiacciaio Murray e del Ghiacciaio Burnette e che fa parte dei Monti dell'Ammiragliato, in Antartide.
Il monte fu scoperto l'11 gennaio 1841 dal capitano James Clark Ross, della Royal Navy, che ne assegnò la denominazione in onore del tenente colonnello Edward Sabine, della Royal Artillery, segretario agli affari esteri della Royal Society, uno dei più attivi sostenitori della sua spedizione polare.